# 熱帶風暴杰拉華 (2023年)
熱帶風暴杰拉華（英語：Tropical Storm Jelawat），在菲律賓被稱為熱帶風暴卡巴揚，是一場強度較弱而且持續時間較短的熱帶氣旋，於2023年12月吹襲棉蘭老島。杰拉華是活躍程度較低的2023年太平洋颱風季中的第十七個得名風暴，其起源可追溯到12月13日，一個位於加罗林群岛以南的對流區。該系統向西北偏西移動，並無明顯發展。兩天後，當它位於帛琉東南偏東方時被歸類為熱帶低氣壓。該低氣壓緩慢地增強，並於12月17日在帛琉和棉蘭老島中間的水域成為熱帶風暴杰拉華。12月18日清晨，杰拉華減弱為熱帶低氣壓，並在不久後登陸东达沃省。環流因與陸地的相互作用而被擾亂，杰拉華在幾個小時後於莫羅灣上空消散。
雖然杰拉華吹襲菲律賓時強度較弱，但它與一條切變線產生相互作用，為該國帶來降雨。據報棉蘭老島多地發生水災和山泥傾瀉。在東達沃省，一人被河水沖走後失蹤。超過425,000人受到杰拉華的影響。該國的損失達239萬菲律賓披索（4.3萬美元）。

## 氣象歷史
12月13日，聯合颱風警報中心開始監測一個位於雅浦島東南偏東約1,155公里的對流區。其中心南側和西側爆發零星對流，但由於中等程度的風切變，中心部分外露。海面溫度達攝氏30至31度的加上中等程度的赤道外流仍有利於該系統的進一步發展。翌日，系統在向西北偏西移動時持續受風切變影響，其結構仍然混亂。其中心完全外露，深層對流向西北方切離。12月15日，系統中心東南側爆發深層對流，促使日本氣象廳將其升級為熱帶低氣壓。12月16日清晨，該低氣壓在帛琉以南近海掠過。雖然該低氣壓身處高海面溫度且風切變減少的水域，但受附近乾空氣的影響，低氣壓只能緩慢地增強，而它繼續沿着副熱帶高壓脊的南緣向西北偏西移動。當日稍後，菲律賓大氣地球物理和天文服務管理局開始針對該系統發布預警，並給予當地名稱卡巴揚（Kabayan）。12月17日凌晨0時，聯合颱風警報中心將該系統升級為熱帶低氣壓，並給予編號18W，而日本氣象廳在六小時後將其升級為熱帶風暴，並命名為杰拉華（Jelawat）。杰拉華繼續向西移動，但乾空氣使其未能進一步增強。12月18日凌晨0時，杰拉華減弱為熱帶低氣壓，然後於菲律賓標準時間上午9時30分（協調世界時凌晨1時30分）在东达沃省馬奈登陸。杰拉華在登陸後不久就因與陸地產生相互作用加上風切變增強而減弱。日本氣象廳於上午6時不再對位於莫羅灣上空的杰拉華進行監測，而聯合颱風警報中心亦於六小時後將杰拉華降級為低壓區。

## 防災措施及影響
在被歸類為熱帶低氣壓後不久，菲律賓大氣地球物理和天文服務管理局向保和省、卡莫特斯群島以及位於東米沙鄢、卡拉加區、達沃區和北棉蘭老的省份發出一號風暴信號。隨著杰拉華增強成熱帶風暴，菲律賓大氣地球物理和天文服務管理局於12月17日晚上向東達沃省北部和卡拉加區的五個省發出二號風暴信號，而一號風暴信號則延伸至中米沙鄢和西米沙鄢的多個省份。在杰拉華登陸並減弱為熱帶低氣壓後不久，菲律賓大氣地球物理和天文服務管理局解除二號風暴信號。隨著杰拉華進一步減弱為低壓區，所有風暴信號均予取消。12月17日，馬尼拉國際機場管理局因惡劣天氣取消兩班國內航班。東薩馬省、南萊特省、東米薩米斯省、西米薩米斯省和卡米金省的船隻也被禁止出海。翌日，往返宿霧省的航班和船隻被取消。因海上交通取消，共有5,400人滯留在全國各個港口，其中馬尼拉有3,000人滯留。12月18日，保和省、東內格羅斯省、宿霧省、錫基霍爾省、奧爾莫克、馬阿辛、迪纳加特群岛、北蘇里高省、南蘇里高省、南阿古桑省、金达沃省、達沃市、馬蒂和達皮坦的學校停課。
杰拉華與一條切變線產生相互作用，為菲律賓中南部帶來降雨。菲律賓大氣地球物理和天文服務管理局警告稱，棉蘭老島各省預計降雨量為100至200毫米，米沙鄢群島各省和巴拉望省預計降雨量為50至100毫米。在杰拉華來襲前，南蘇里高省已有近42,000人被送往避難所。暴雨在棉蘭老島引發水災和山泥傾瀉。南阿古桑省發生暴洪。東達沃省和金達沃省據報出現水災和山泥傾瀉。東達沃省卡拉加的一座橋樑在水災後倒塌。東達沃省的兩座人行天橋被洪水沖毀，連接馬拉古桑和納本圖蘭的一座橋仍然無法通行。南蘇里高省全省停電。棉蘭老島有超過86,000人因杰拉華而流離失所。在東達沃省馬奈，一名男子被河水沖走並失踪。在北拉瑙省馬格塞塞，一名兒童被倒塌的樹木砸傷。2,851棟房屋在風暴中受損，其中187棟被摧毀。共有425,866人受杰拉華影響。該國的損失達239萬菲律賓披索（4.3萬美元）。12月20日，卡拉加宣布當地因遭受大規模破壞而進入災難狀態。

## 外部連結
- 日本氣象廳有關熱帶風暴杰拉華（2317）的一般資訊（页面存档备份，存于），取自數位颱風網 （英語）
- 日本氣象廳有關熱帶風暴杰拉華（2317）的最佳路徑數據（页面存档备份，存于） （日語）
- 聯合颱風警報中心有關第十八號熱帶低氣壓（杰拉華）的最佳路徑數據 （英語）
- 美國海軍研究實驗室有關18W.JELAWAT （英語）